# La Couronne (schip, 1636)
De Couronne (Frans voor kroon) was een symbolisch schip van de Franse marine gebouwd door Richelieu.
De Couronne was het eerste oorlogsschip dat door de Fransen zelf werd gebouwd naar aanleiding van Richelieu's plannen om de Franse marine te vernieuwen nadat hij een aantal schepen had laten bouwen door de Nederlanders. Dat de Fransen nog niet veel scheepsbouwervaring hadden, blijkt wel uit de lange tijd tussen de kiellegging en de tewaterlating. De bouw stond onder leiding van Charles Morieur uit Dieppe. Het was een van de meest vooruitstrevende schepen van die tijd. Het voer 68 of 72 kanonnen, waarvan er acht naar voren vuurden en acht of twaalf naar achteren. Dit was ongewoon tot Dupuy de Lôme met een nieuw ontwerp voor scheepsgeschut kwam.
De Couronne nam deel aan de slag bij Hondarribia in 1638 en een andere missie tegen Spanje in 1639 onder Henri de Sourdis.